# Nada Jabado
Nada Jabado es una profesora canadiense de Pediatría en la Universidad McGill y médica en el Hospital Infantil de Montreal.  

## Carrera profesional
Se especializó en pediatría en la Universidad de París con un enfoque en hemato-oncología y se doctoró en el Instituto Curie en inmunología. Completó su beca postdoctoral en bioquímica en la Universidad McGill.  
Comenzó su programa de investigación sobre tumores cerebrales pediátricos en 2003 en el Instituto de Investigación del Centro de Salud de la Universidad McGill. 

## Premios y distinciones
Es miembro de la Royal Society of Canada, ganadora en 2011 del Premio William E. Rawls de la Sociedad Canadiense del Cáncer,  y ganadora en 2020 del Premio Conmemorativo Dr. Chew Wei en Investigación del Cáncer de la Universidad de Columbia Británica . En 2024 obtuvo el Premios L'Oréal-UNESCO a Mujeres en Ciencia para América del Norte. 
Posee la Orden de Canadá, con el rango de Oficial. 

## Artículos más citados
- Schwartzentruber J, Korshunov A, Liu XY, Jones DT, Pfaff E, Jacob K, Sturm D, Fontebasso AM, Quang DA, Tönjes M, Hovestadt V. ... N. Jabado Mutaciones conductoras en la histona H3. 3 y genes de remodelación de la cromatina en el glioblastoma pediátrico. Naturaleza. Febrero de 2012;482(7384):226-31.
- Sturm D, Witt H, Hovestadt V, Khuong-Quang DA, Jones DT, Konermann C, Pfaff E, Tönjes M, Sill M, Bender S, Kool M.... N. Jabado. Las mutaciones de punto caliente en H3F3A e IDH1 definen subgrupos epigenéticos y biológicos distintos de glioblastoma. Célula cancerosa. 16 de octubre de 2012;22(4):425-37.
- Jones DT, Jäger N, Kool M, Zichner T, Hutter B, Sultan M, Cho YJ, Pugh TJ, Hovestadt V, Stütz AM, Rausch T... N Jabado. Diseccionando la complejidad genómica subyacente al meduloblastoma. Naturaleza. Agosto de 2012;488(7409):100-5.

Tiene más de 200 publicaciones  en revistas como Nature Genetics, Nature, Science y Cell. 